# Christian Frémont
Christian Frémont (Champagnac-de-Belair, Dordoña; 1942 − París, 3 de agosto de 2014) fue un alto funcionario francés. Fue desde 28 de julio de 2008, el cargo de director de gabinete del presidente de la República Nicolas Sarkozy. En esta capacidad, él fue también el representante del copríncipe francés de Andorra, Nicolas Sarkozy. Christian Frémont fue también un antiguo profesor de literatura.

## Trayectoria
Fue alumno de la ENA (promoción Charles de Gaulle, 1972), Christian Frémont fue director de formación de la ENA durante 10 años, antes de convertirse en prefecto de Ariège, de 1991 a 1992 y de Finisterre, entre 1992 y 1996, y de Paso de Calais hasta 1997, fecha en la que se convirtió en director general de la administración en el Ministerio del Interior de Francia. Nombrado prefecto de la región de Aquitania en el año 2000, se trasladó a Marsella en 2003 para asumir el cargo de prefecto de la región de Provenza-Alpes-Costa Azul.
Durante el Consejo de Ministros de 23 de mayo de 2007, sobre una propuesta de la ministra de Interior, sobre territorios de Ultramar y Colectividades territoriales, "Se puso fin a las funciones del prefecto Sr. Christian Fremont, prefecto de la región Provenza-Alpes-Costa Azul, prefecto dela zona sur de la defensa, prefecto de la Bouches-du-Rhône".
Iba a ser nombrado Director de Gabinete de Alain Juppé, Ministro de Estado, Ministro de Ecología, de Desarrollo y de Planificación Sostenible (estaba oficiosamente días después de la constitución del gobierno de François Fillon). Sin embargo, la derrota de Alain Juppé en las elecciones legislativas y la dimisión del mismo, anulara la orden de nombramiento que iba a surgir después de las elecciones. Christian Frémont fue nombrado en el puesto de director de gabinete de Jean-Louis Borloo, que sucedió a Alain Juppé después de la derrota de este en las legislativas. Era, desde finales de abril de 2008, Asesor del Presidente de la República, Nicolas Sarkozy, y fue nombrado director de gabinete de este, reemplazando a Emmanuelle Mignon el 28 de julio de 2008.